# Faro de Alappuzha
El Faro de Alappuzha (en malayalam: ആലപ്പുഴ വിളക്കുമാടം) está situado en la localidad costera de Cochín, en el estado de Kerala, en la India. Fue construido en 1862 y es una importante atracción turística. A los visitantes se les permite entre las 15:00 horas y 16:30 horas de lunes a viernes por una cuota de admisión de diez rupias. Alappuzha, el lugar donde se encuentra el faro en la India actual, fue uno de los puertos más activos y uno de los mayores centros comerciales de Kerala. Alappuzha, una parte de Travancore, fue gobernada por Rajas de Erstwhile Travancore antes de la independencia de la India.